# Organi della chiesa di San Bavone ad Haarlem

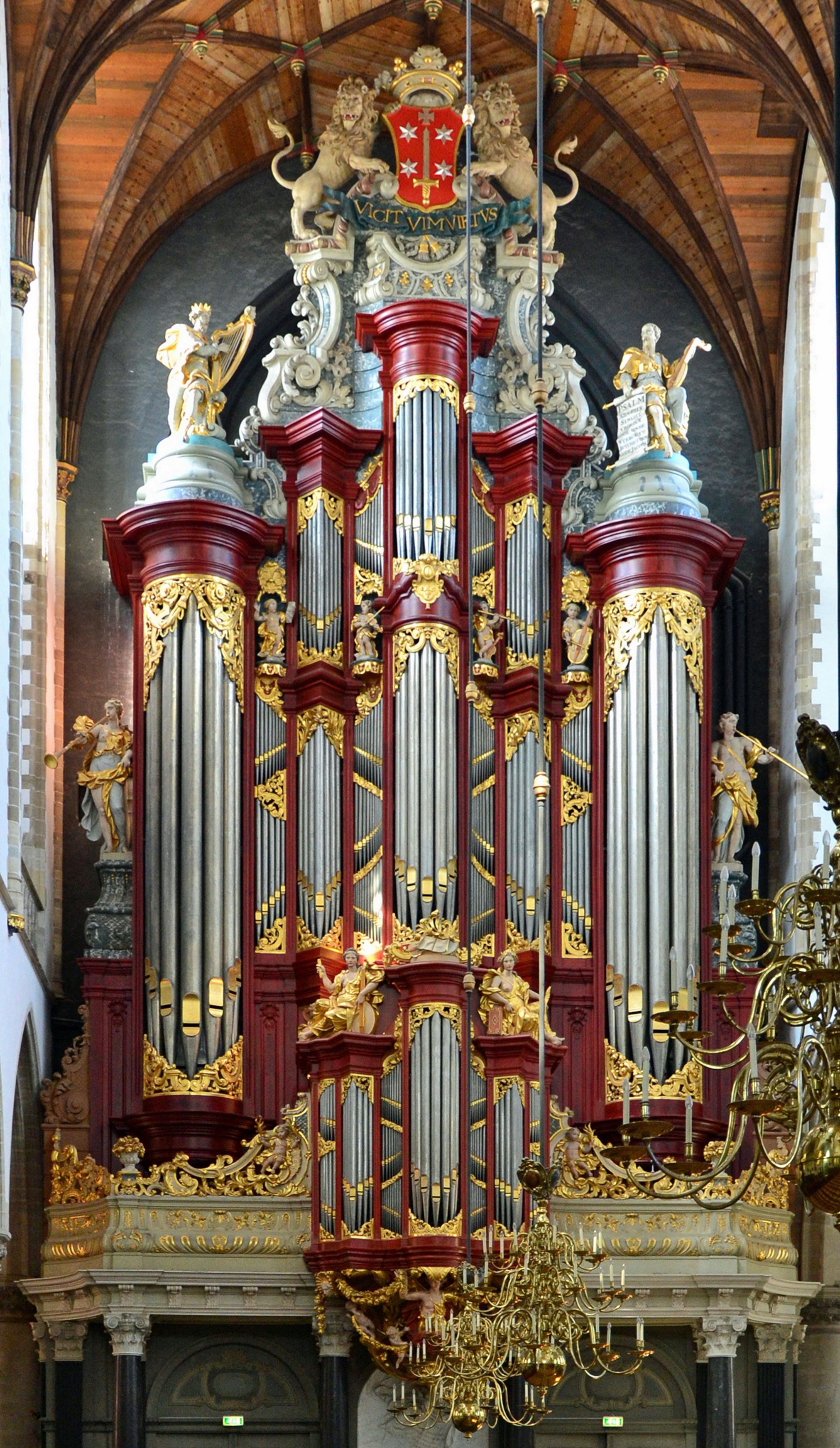
L'organo maggiore.

Con organi della chiesa di San Bavone ad Haarlem ci si riferisce a tre strumenti:
- l'organo maggiore, situato nella navata centrale, in controfacciata, costruito da Christian Müller fra il 1735 e il 1738;
- l'organo del coro, situato nella prima campata di sinistra del deambulatorio dell'abside, realizzato da Frederik Knoblo fra il 1680 e il 1682;
- l'organo della cappella Brouwers, costruito dalla ditta Verschueren nella seconda metà del XX secolo.

## Organo maggiore

### Storia

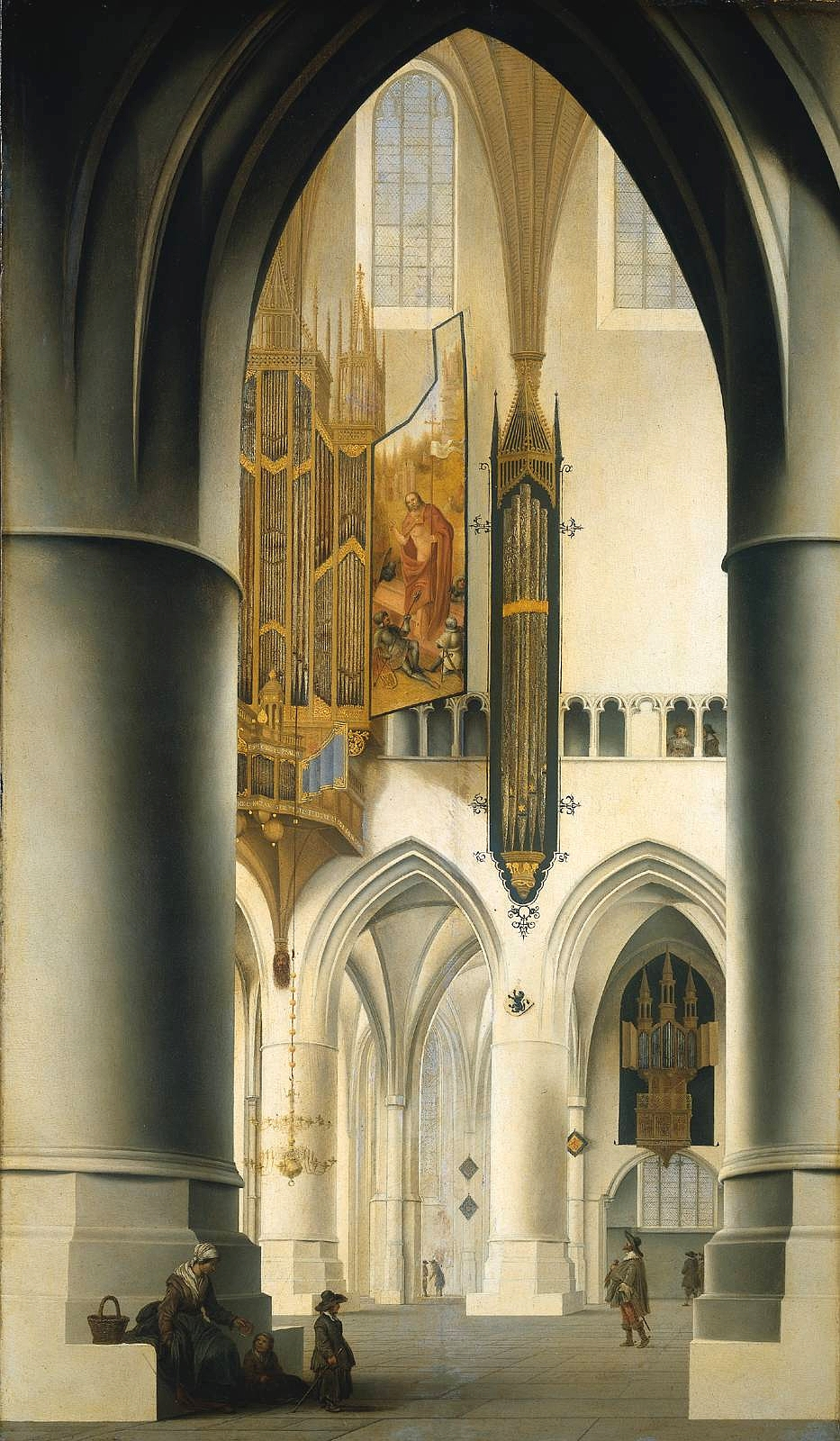
In questo dipinto del 1636 è possibile vedere il vecchio organo medioevale in stile gotico, sostituito dall'organo Müller.

Poiché il vecchio organo medioevale presente sulla parete nord della Chiesa Grande di San Bavone era ormai inutilizzabile, il 14 marzo 1735 i membri del consiglio comunale di Haarlem approvarono il progetto per la realizzazione di un nuovo strumento. Dopo aver scartato la parete nord e aver scelto la controfacciata della chiesa per la sua collocazione, l'opera venne commissionata all'organaro Christian Müller di Amsterdam, il quale iniziò i lavori il 23 aprile 1735 e li concluse il 13 settembre 1738.
Nell'impresa, Müller fu coadiuvato dall'architetto Hendrick de Werff e dal pittore Hendrick van Limbourgh; le decorazioni e la cassa vennero realizzate dagli scultori Jan van Logteren e Jan Baptist Xavery. L'inaugurazione, effettuata dagli organisti Henricus Radeker di Haarlem e Gerardus Havingha di Alkmaar, ebbe luogo il 14 settembre dello stesso anno.
L'organo, che occupa l'intera controfacciata, si erge per circa trenta metri di altezza. Con i suoi 64 registri reali e le sue imponenti torri del pedale da 32' è stato, per molti anni, l'organo più grande del mondo. Ben presto, per questo motivo, divenne una sorta di attrazione turistica, raggiungendo una discreta fama internazionale: Georg Friedrich Händel si recò appositamente ad Haarlem per poterlo suonare, così come fecero anche Wolfgang Amadeus Mozart e Felix Mendelssohn.
Dopo la morte di Müller la manutenzione dello strumento venne affidata alla famiglia Bätz, allievi di Müller, che la curarono per circa un secolo. Benché soffrisse fin dall'origine di alcuni problemi (dimensioni eccessive con conseguenti problemi di stabilità, insufficiente potenza dei mantici, tastiere durissime), l'organo subì poche alterazioni, giungendo quasi intatto sino all'inizio del XX secolo. Il primo grande restauro venne effettuato fra il 1959 e il 1961 dalla Marcussen & Son, la quale alterò significativamente l'impostazione originaria dello strumento, rimuovendo parecchio materiale dei Bätz, aggiungendo alcuni registri e adattando il suono dei registri barocchi secondo il gusto novecentesco.
La Flentrop Orgelbouw intervenne sull'organo numerose volte fra il 1986 e il 1999, cercando di rimediare alle alterazioni operate da Marcussen per riportare lo strumento allo stato originario. L'organo è di proprietà del comune, che nomina anche gli organisti. Il comune organizza regolarmente concerti e visite guidate allo strumento.

### Descrizione
La consolle dell'organo è a finestra e dispone di tre manuali da 51 note ciascuno e di una pedaliera dritta da 30 note. I registri sono 64 e le canne oltre 5.000. La trasmissione è interamente meccanica, il corista del La corrisponde a 435 Hz, la pressione del vento è di 74 mm in colonna d'acqua e il temperamento è equabile.
La cassa, in legno di pino dipinta in mogano, è opera dello scultore Jan van Logteren di Amsterdam. Alta più di trenta metri, la cassa è decorata con 25 figure umane a grandezza naturale. La sommità è coronata da due leoni che reggono lo stemma della città di Haarlem. I gruppi scultorei presenti sotto l'organo, opera di Jan Baptist Xavery, rappresentano la poesia e la musica che esprimono la loro gratitudine ad Haarlem per la costruzione dell'organo.
La disposizione fonica è la seguente:
| I - Rugwerk       |        |
| Praestant II      | 8'     |
| Holpyp            | 8'     |
| Quintadena        | 8'     |
| Octaaf            | 4'     |
| Fluyt Does        | 4'     |
| Speelfluyt        | 3'     |
| Super Octaaf      | 2'     |
| Mixtuur VI-VIII   | 1'     |
| Sexquialter II-IV | 2.2/3' |
| Cymbaal III       | 1/3'   |
| Cornet IV         | 4'     |
| Fagot             | 16'    |
| Trompet           | 8'     |
| Trechterregal     | 8'     |
| Tremulant         |        |

| III - Bovenwerk |        |
| Quintadena      | 16'    |
| Praestant       | 8'     |
| Baarpyp         | 8'     |
| Quintadena      | 8'     |
| Octaaf          | 4'     |
| Flagfluyt       | 4'     |
| Nasaet          | 3'     |
| Nagthoorn       | 2'     |
| Flageolet       | 1.1/2' |
| Mixtuur IV-VI   | 2'     |
| Sexquialter II  | 2.2/3' |
| Cymbaal III     | 1.1/3' |
| Schalmey        | 8'     |
| Dolceaan        | 8'     |
| Vox humana      | 8'     |
| Tremulant       |        |

| II - Hoofdwerk |        |
| Praestant I-II | 16'    |
| Bourdon        | 16'    |
| Octaaf I-II    | 8'     |
| Roerfluyt      | 8'     |
| Viola di Gamba | 8'     |
| Roerquint      | 6'     |
| Octaaf         | 4'     |
| Gemshoorn      | 4'     |
| Quintpraestant | 3'     |
| Woudfluyt      | 2'     |
| Mixtuur IV-X   | 2.2/3' |
| Scherp VI-VIII | 1.1/3' |
| Tertiaan II    | 2'     |
| Trompet        | 16'    |
| Trompet        | 8'     |
| Hautbois       | 8'     |
| Trompet        | 4'     |

| Pedaal         |     |
| Principaal     | 32' |
| Praestant      | 16' |
| Bourdon        | 16' |
| Rohrquint      | 12' |
| Octaaf         | 8'  |
| Holfluyt       | 8'  |
| Quintpraestant | 6'  |
| Octaaf         | 4'  |
| Holfluyt       | 2'  |
| Ruispijp IV    | 3'  |
| Mixtuur VI-X   | 2'  |
| Bazuyn         | 32' |
| Bazuyn         | 16' |
| Trompet        | 8'  |
| Trompet        | 4'  |
| Zink           | 2'  |

## Organo del coro

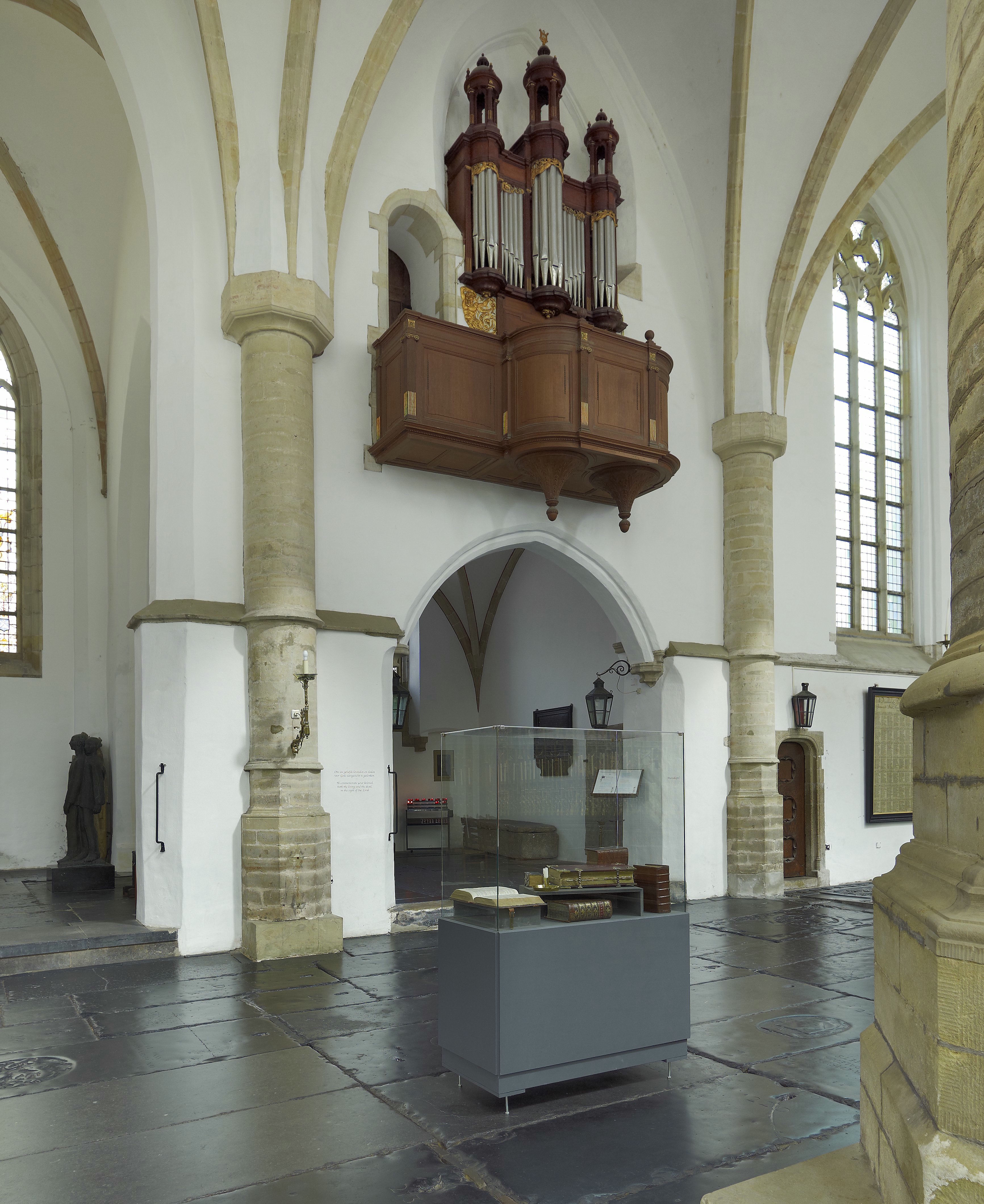
L'organo del coro.

A ridosso della parete esterna della prima arcata di sinistra del deambulatorio dell'abside, si trova un secondo organo a canne, costruito tra il 1680 e il 1682 dall'organaro Frederik Knoblo.
Lo strumento venne installato della chiesa di San Bavone solo nel 1906: precedentemente, infatti, si trovava nella cappella delle suore francescane a Breda. Nel 1950 lo strumento venne dotato di una nuova cassa e nel 2000 è stato sottoposto ad un intervento di restauro conservativo.
L'organo, collocato sopra un'apposita cantoria con doppia decorazione a nido di rondine, è a trasmissione integralmente meccanica; la sua consolle è a finestra e dispone di un'unica tastiera di 53 note e pedaliera di 27, costantemente unita al manuale.
La disposizione fonica è la seguente:
| Manuaal        |                |
| Montre         | 8'             |
| Bourdon        | 8'             |
| Prestant       | 4'             |
| Flute          | 4'             |
| Nasard         | 2.2/3'         |
| Doublette      | 2'             |
| Tierce         | 1.3/5'         |
| Larigot        | 1.1/3'         |
| Cornet III     | 2.2/3' Diskant |
| Fourniture III | 1'             |
| Cromorne       | 8'             |

### Organo della cappella Brouwers
Nella cappella Browers, a pavimento, si trova un organo a canne, costruito dalla ditta Verschueren nella seconda metà del XX secolo ed installato nella chiesa nel 1988 circa.
Il sistema di trasmissione dell'organo è integralmente elettrico; la sua consolle dispone di due tastiere di 56 note ciascuna e pedaliera concava di 30 note.
Di seguito la disposizione fonica:
| I - Hoofdwerk |                |
| Prestant      | 8'             |
| Bourdon       | 8'             |
| Octaaf        | 4'             |
| Roerfluit     | 4'             |
| Nasard        | 2.2/3'         |
| Octaaf        | 2'             |
| Quint         | 1.1/3' Diskant |

| II - Positif |                |
| Roerfluit    | 8'             |
| Prestant     | 4'             |
| Fluit        | 4'             |
| Fluit        | 2'             |
| Quint        | 1.1/3' Diskant |

| Pedaal |        |
| Subbas | 16'    |
| Gedekt | 8'     |
| Koraal | 4'     |
| Fluit  | 4'     |
| Octaaf | 2'     |
| Quint  | 1.1/3' |